# 鐘ヶ江洸
鐘ヶ江 洸（かねがえ こう）は、日本の俳優である。福岡県出身。株式会社KBK agency代表。

## 来歴
2011年5月11日、劇団ひまわりに入所。同年『ブルーシャトルプロデュース』(BSP)の初期メンバーとして活動開始。
2015年11月28日、主催共同イベント『カネエビ』を海老澤健次と発足。
2017年11月1-4日、『カネエビ』オリジナル2人芝居を企画。観客動員数1000人を達成。
2018年9月18日、砂岡事務所に所属。
2020年1月26日、Creator's Unit[BAND]を主宰として発足、旗揚げ公演を成功させる。
2021年8月4-16日、写真展示会［BAND］:TEN-01を開催。
2022年2月28日、砂岡事務所を退所。独立。フリーランスとして活動開始。
2022年3月1日、オンラインサロン 『Reborn』 開設。
2022年3月26日、個人事務所『K's by K's』を設立。。
2022年8月1日、KANEEBI OFFICIAL FC『ゆるりとやるよ♪』設立。
2023年12月1日、鐘ヶ江洸オフィシャルFC『Light』設立。
2024年2月1日、個人事務所『K's by K's』より株式会社KBK agency設立。

## 人物
身長173cm、体脂肪率5%、足のサイズ26.5cm。
特技は、アクロバット、殺陣、ジャズダンス、HIPHOP、パルクール、タンブリング、トリッキング。
高い身体能力を活かした舞台やミュージカルを中心に幅広いジャンルで活躍。殺陣師、デザイナー業も手掛ける。
小学2年から高校3年までバスケットボール部に11年間所属。NBAを目指して励んでいたが、
高校時代バスケットボールの試合直前に足を負傷して試合欠場。挫折していた時に見たドラマがきっかけで、芝居に興味を持ち、役者となった。
ファン名称は「かねがえカンパニー」。略して「かねカン」。

## 出演

### 舞台
※太字はメインキャラクター
2012年
- 劇場ひまわり キャナルシティ劇場公演「コルチャック先生と子どもたち」（2012年3月11日、キャナルシティ劇場） - ユゼフ 役
- ブルーシャトルプロデュース公演『ゼロ』（2012年12月20日 - 23日、あうるすぽっと / 2013年1月11日 - 14日、ABCホール） - ヒタキリョウマ 役

2013年
- 劇団ひまわり 第2回キャナルシティ劇場公演 ミュージカル「スーホの白い馬」（2013年2月23日・24日、キャナルシティ劇場） - スーホ 役
- 劇団ひまわり プロデュース公演「飛鳥ものがたり」福岡公演（2013年8月13日・14日、ももちパレス大ホール） - ソラヒト 役
- ブルーシャトルプロデュース公演『ゼロ・ファイター』（2013年6月6日 - 10日、ABCホール） - アカハラタク 役

2014年
- ブルーシャトルプロデュース公演 
  - 『壬生狼〜MIBURO〜』（2014年1月16日 - 19日、ABCホール） - 山南敬助 役
  - 『零式 ZEROSHIKI』（2014年8月14日 - 17日、ABCホール / 10月24日 - 26日、シアター代官山） - イーグル・ブラックレイン 役

- 芝居屋企画「チェンジ・ザ・ワールド」（2014年9月28日、福岡） - 北沢正平 役

2015年
- ブルーシャトルプロデュース公演『幸村 YUKIMURA 〜真田戦記〜』（2015年3月26日 - 29日、ABCホール / 5月20日 - 25日、シアター代官山） - 明石全登 役
- ミュージカル「忍たま乱太郎」 - 立花仙蔵 役
  - 第6弾 再演 〜凶悪なる幻影!〜（2015年6月19日 - 7月5日、シアターGロッソ）
  - 200回公演記念コンサート『忍術学園 学園祭』（2015年10月16日・17日、ステラボール）

2016年
- ミュージカル「忍たま乱太郎」 - 立花仙蔵 役
  - 第7弾 〜水軍砦三つ巴の戦い!〜（2016年1月9日 - 1月23日、サンシャイン劇場）
  - 第7弾 再演 〜水軍砦三つ巴の戦い!〜（2016年6月18日 - 7月3日、シアターGロッソ / 7月15日 - 7月17日、あましんアルカイックホール / 7月23日・7月24日、静岡市民文化会館 中ホール）
  - 第7弾『忍術学園 学園祭』（2016年9月24日・25日、舞浜アンフィシアター）

- RejetFes.2016 限定ミュージカル「妖かし村正 地獄変」（2016年2月13日・14日、東京国際フォーラム ホールA） - 霧隠才蔵 役
- ブルーシャトルプロデュース公演『真田幸村』（2016年3月24日 - 27日、あうるすぽっと / 4月2日 - 4日、ナレッジシアター） - 織田信長 / 望月千代女 役
- 『プリンス・オブ・ストライド THE LIVE STAGE』エピソード1（2016年12月9日 - 14日、シアター1010 / 12月23日 - 25日、森ノ宮ピロティホール）  - 三橋高校・鴨田慶 役

2017年
- ブルーシャトルプロデュース公演
  - 『龍の羅針盤 第二部 維新回天編』（2017年2月2日 - 6日、ナレッジシアター / 2月16日 - 20日、CBGKシブゲキ!!） - 桂小五郎 役
  - 『新選組』（2017年12月15日 - 23日、あうるすぽっと / 2018年1月20日 - 29日、ナレッジシアター） - 沖田総司 役 

- 「龍よ、狼と踊れ Dragon,Dance with Wolves」（2017年3月8日 - 20日、CBGKシブゲキ!!） - 佐々木小次郎 役
- SHATNER of WONDER #5『破壊ランナー』（2017年4月21日 - 30日、Zeppブルーシアター六本木） - ジョー・リッチモンド 役
- 『プリンス・オブ・ストライド THE LIVE STAGE』エピソード3（2017年6月17日 - 25日、シアター1010 / 6月30日 - 7月2日、森ノ宮ピロティホール）  - 三橋高校・鴨田慶 役
- 朗読劇「陰陽師～藤、恋せば～」陽公演（2017年7月22日・23日、六行会ホール） - 源博雅 役
- 超体感ステージ『キャプテン翼』（2017年8月18日 - 9月3日、Zeppブルーシアター六本木） - 岬太郎 役
- 舞台『炎の蜃気楼昭和編 紅蓮坂ブルース』（2017年10月12日 - 17日、シアター1010）- 高坂弾正 役
- カネエビ2人芝居 vol.1"であい"（2017年11月1日 - 4日、シアター代官山）
- 舞台「ピッッツァ☆」（2017年12月28日、シアターサンモール） - 月夜見流星 役（日替わりゲスト出演）

2018年
- 人狼 ザ・ライブプレイングシアター X ドラゴンクエストX 勇者姫と薔薇の盟友（2018年3月7日 - 11日、シアター1010） - 戦士ラスター 役
- 「龍よ、狼と踊れ Dragon,Dance with Wolves」～草莽の死士～（2018年3月21日 - 4月1日、紀伊國屋サザンシアター TAKASHIMAYA） - 佐々木小次郎 役
- 舞台「大正浪漫探偵譚-六つのマリア像-」（2018年4月18日 - 22日、シアター1010） - 鈴倉西司 役
- 『プリンス・オブ・ストライド THE LIVE STAGE』 エピソード5（2018年5月31日 - 6月4日、シアター1010 / 6月15日 - 17日、森ノ宮ピロティホール） - 三橋高校・鴨田慶 役
- 人狼 ザ・ライブプレイングシアター #29:MISSION III The American Job（2018年6月28日 - 7月4日、全労済ホール／スペース・ゼロ） - ラスター 役
- Allen suwaru Lab vol.5 「サグル。」（2018年8月9日、千本桜ホール）（ゲスト出演）
- 舞台『炎の蜃気楼昭和編 散華行ブルース』（2018年8月11日 - 19日、全労済ホール／スペース・ゼロ）- 高坂弾正 役
- 「SaGa THE STAGE ～七英雄の帰還～」（2018年9月21日、戸田市文化会館 / 2018年10月2日 - 8日、シアター1010 / 10月17日 - 21日、サンケイホールブリーゼ） - ヘクター 役
- ミュージカル「忍たま乱太郎」第9弾『忍術学園 学園祭2018』（2018年10月12日、舞浜アンフィシアター） - 立花仙蔵 役
- 砂岡事務所プロデュース 音楽劇『Love's Labour's Lost』(2018年11月17日 - 25日、CBGKシブゲキ!!） - ロンガヴィル 役
- RE-INCARNATION RE-COLLECT（リインカーネーション リコレクト）（2018年12月20日 - 27日、全労済ホール／スペース・ゼロ） - 徐栄 役

2019年
- ブルーシャトルプロデュース公演『新選組 -完結編-』（2019年2月2日 - 12日、あうるすぽっと / 2月16日 - 24日、ナレッジシアター） - 沖田総司 役 
- ピウス企画「女王の戦略」（2019年3月13日 - 17日、シアターグリーン BIG TREE THEATER） - 早川雅人 役
- 幕末太陽傳 外伝（2019年4月18日 - 28日、三越劇場） - 志道聞多 役
- 劇メシ『キツネたちが円舞る夜』（2019年5月19日 - 28日、WEEKEND GARAGE TOKYO） - 高山 役
- 紅葉鬼（2019年6月28日 - 7月7日、品川プリンスホテル クラブeX） - 頼正 役
- WBB plus 「ギャング アワー」（2019年7月30日 - 8月4日、中野ザ・ポケット）- 田中 役
- 舞台「大正浪漫探偵譚-万華鏡への招待状-」（2019年9月11日 - 16日、あうるすぽっと）- 北早翔太 役
- ハイパープロジェクション演劇「ハイキュー!!」“飛翔”（2019年11月1日 - 4日、TOKYO DOME CITY HALL / 11月9日 - 16日、大阪メルパルクホール / 11月22日 - 24日、多賀城市民会館 大ホール / 12月6日 - 15日、日本青年館ホール）- 田中龍之介 役

2020年
- ブルーシャトルプロデュース公演
  - 『新選組 リメンバー』（2020年1月15日 - 21日、シアター代官山 / 2月1日 - 3日、ナレッジシアター） - 沖田総司 役
  - 『日本史Rock show Vol.1「承久の乱」』（2020年9月3日 - 6日、あうるすぽっと / 9月10日 - 13日、ABCホール） - 源頼朝 役

- ハイパープロジェクション演劇「ハイキュー!!」 - 田中龍之介 役
  - “最強の挑戦者”（2020年3月21日・22日、TOKYO DOME CITY HALL / 3月28日・29日、あましんアルカイックホール / 4月4日・5日、多賀城市民会館 大ホール / 4月10日 - 12日、久留米シティプラザ　ザ・グランドホール / 4月17日 - 19日、大阪メルパルクホール / 4月24日 - 5月6日、TOKYO DOME CITY HALL）※新型コロナウイルス感染症の影響により一部公演中止
  - ”ゴミ捨て場の決戦”（2020年10月31日 - 11月3日、TOKYO DOME CITY HALL / 11月7日 - 15日、大阪メルパルクホール / 11月21日・22日、多賀城市民会館 大ホール / 11月28日・29日、北九州ソレイユホール / 12月4日 - 13日、TOKYO DOME CITY HALL）

- 舞台『遙かなる時空の中で3』（2020年6月4日 - 14日、サンシャイン劇場 / 6月20日・21日、大阪メルパルクホール）- 源九郎義経 役※新型コロナウイルス感染症の影響により公演中止
- 東京印公演vol.18「げんせんじゃ〜！」〜宝や旅館〜2020（2020年7月8日 - 12日、CBGKシブゲキ!!）- 赤倉利明（グリーン） 役
- リモートシアター「ムカウミライ」（2020年8月21日・23日、web配信） - ジー（21日）/ ディー（23日）役

2021年
- 舞台『遙かなる時空の中で3 十六夜記』（2021年1月22日 - 31日、サンシャイン劇場 / 2月6日・7日、大阪メルパルクホール）- 源九郎義経 役 ※大阪公演は新型コロナウイルス感染症の影響により公演中止
- ハイパープロジェクション演劇「ハイキュー!!」”頂の景色・2”（2021年3月20日・21日、TOKYO DOME CITY HALL / 4月3日・4日、多賀城市民会館 大ホール / 4月9日 - 11日、梅田芸術劇場 シアター・ドラマシティ / 4月17日・18日、あましんアルカイックホール / 4月23日・24日、北九州ソレイユホール / 4月29日 - 5月9日、TOKYO DOME CITY HALL）- 田中龍之介 役 ※東京凱旋公演は新型コロナウイルス感染症の影響により公演中止
- ブルーシャトルプロデュース公演『日本史Rock show Vol.2「応仁の乱」』（2021年6月10日 - 14日、ABCホール / 6月18日 - 27日、シアター代官山） - 山名宗全 役
- 2.5次元ダンスライブ『VAZZROCK STAGE』- 吉良凰香 役
  - Episode1「0 Carat」（2021年7月1日 - 11日、CBGKシブゲキ!!）
  - 「LUNATIC LIVE 2021」（2021年9月4日・5日、東京ガーデンシアター）※新型コロナウイルス感染症の影響により公演中止

- Allen suwaru Lab vol.7『ホウム。』（2021年7月24日、新宿THEATER BRATS）（ゲスト出演）
- アナ伝vol2『霧の中のノスフェラトゥ～ドラキュラ伝説～』（2021年9月16日 - 23日、シアターサンモール）- クインシー・モリス 役
- 『ワールドトリガー The Stage』（2021年11月19日 - 28日、品川プリンスホテル ステラボール / 12月2日 - 5日、サンケイホールブリーゼ） - 米屋陽介 役

2022年
- ブルーシャトルプロデュース公演『ブルーシャトルプロデュース短編集Vol.1「僕たちの知らないファンタシア」』（2022年2月17日 - 20日、シアター代官山）「オユウギカイ」原案提供
- STAR☆JACKS act#015『夢を盗みて』 （2022年6月19日） - ゲスト出演
- 『ワールドトリガー The Stage』大規模侵攻編（2022年8月5日 - 14日、品川プリンスホテル ステラボール / 8月19日 - 21日、京都劇場） - 米屋陽介 役
- インヘリット東京 第34回池袋演劇祭参加作品『ザ・ファイナル・セカンド〜永遠の一秒1989〜』（2022年9月1日 - 4日、萬劇場） - 大宮英機 役
- 2.5次元ダンスライブ『VAZZROCK STAGE』Episode2「ペトリコール・ノスタルジー」（2022年10月6日 - 16日、ニッショーホール） - 吉良凰香 役
- ミュージカル『忍たま乱太郎』 第12弾再演 まさかの共闘!? 大作戦!! （2022年10月18日、シアターGロッソ） - 立花仙蔵 役（ゲスト出演）
- 劇団TEAM-ODAC第40回本公演 『舞台・破天荒フェニックス』（2022年12月7日‐11日、俳優座劇場）‐駿河宏樹 役

2023年
- ブルーシャトルプロデュース公演『織田信長』（2023年2月24日‐27日、渋谷区文化総合センター大和田伝承ホール / 3月19日‐12日、ナレッジシアター）‐明智光秀 役
- 舞台化15周年記念 舞台『遙かなる時空の中で3 Ultimate』（2023年4月23日‐30日、こくみん共済 coop ホール／スペース・ゼロ）‐源九郎義経 役
- 人狼 ザ・ライブプレイングシアター トランスミッション（2023年5月7日‐14日、シアターサンモール）‐ラスター 役
- 『GISKE アルプス山脈の見果てぬ夢』（2023年5月18日‐22日、シアター・アルファ東京）‐正力梅太郎 役
- 舞台『隣に推しが住んでいるんだが』（2023年8月4日‐13日、シアターサンモール）‐紺野仁 役
- 『チェンソーマン』ザ・ステージ（9月16日 - 10月1日、天王洲 銀河劇場 / 10月6日 - 9日、京都劇場） - 荒井ヒロカズ 役
- 多文化共生演劇ユニット「鳴蒲牢」夜航船シリーズVol.2『我-新説・趙氏孤児-』（2023年11月15日‐11月19日、高田馬場ラビネスト）‐ヘンリー・エヴァンス 役

2024年
- 舞台『弱虫ペダル』- 石垣光太郎 役
  - THE DAY 2（2024年3月1日 - 10日、天王洲 銀河劇場） 
  - Over the sweat and tears（2024年8月31日 - 9月8日、東京 シアターH）

- 2.5次元ダンスライブ「VAZZROCK STAGE」Episode3『僕と君との猫ノート』（2024年3月28日 - 4月7日、CBGKシブゲキ!!）- 吉良凰香 役
- 梅棒 第18回公演 18th "RE"SHOW『シャッター・ガイ』（2024年6月21日‐7月7日、IMM THEATER / 7月12日‐15日、梅田芸術劇場 シアター・ドラマシティ / 7月28日、東海市芸術劇場） - てつや 役
- POCCOPUBRE『ミサイルマン‐There is always light behind the clouds‐』（2024年10月30日‐11月4日、シアターサンモール）
- ブルーシャトルプロデュース公演『松陰狂詩曲』（2024年11月28日 - 12月4日、あうるすぽっと / 12月12日 - 17日、ナレッジシアター） - 高杉晋作 役

2025年
- 殺し屋トレイシー兄弟の楽しすぎる夜（2025年3月19日 - 23日、シアターサンモール）
- 劇団壱劇屋 東京支部『WIREINSATS-ヴィアインザッツ-』（2025年7月10日 - 13日、こくみん共済 coop ホール/スペース・ゼロ）

### イベント
- BSP
  - BSPファン大感謝祭 RUSH INTO SUMMER（2015年7月26日、ナレッジシアター）
  - BSPファン大感謝祭 HOLLY JOLLY CHRISTMAS! 2015（2015年12月23日、ナレッジシアター）映像出演
  - BSPファン大感謝祭 RUSH INTO SUMMER 2016（2016年7月23日・24日、ナレッジシアター）映像出演
  - BSPファン大感謝祭 RUSH INTO SUMMER 2017（2017年7月15日・16日、ナレッジシアター）
  - BSP秋のトーク祭り！（2017年9月3日、CBGKシブゲキ！！）
  - BSPファンイベント RUSH into SUMMER! 2018（2018年7月23日、ナレッジシアター）
  - 京都新選組夢想　最速上映＆トークショー（2020年2月8日、KBSホール）
  - BSP on-line 〜BSPファンミーティング〜（2020年6月26日 - 28日、配信）
  - BSP『僕たちの知らないファンタシア』応援トークイベント（2022年1月15日、シアター代官山）
  - BSP OFFICIAL FAN CLUB PREMIUM『To KOH in the future』第1弾【田渕×鐘ヶ江】（2022年4月20日・5月4日、配信）第2弾【鐘ヶ江×大塚】（2022年5月18日・6月1日、配信）
  - BSP10周年記念イベント『BSP 10th ANNIVERSARY』（2022年8月12日、LUMINE 0）
- カネエビ
  - カネエビ祝賀会 〜ゆるりとやるよ〜（2015年11月28日、シアター代官山）
  - カネエビ祝賀会vol.2 〜あれから1年〜（2016年11月5日・6日、シアター代官山）
  - カネエビ祝賀会vol.3 ～相変わらずゆるりとやるよ～（2017年11月5日、シアター代官山）
  - カネエビ祝賀会vol.4 〜今年はイベント〜（2018年11月3日・4日、シアター代官山）
  - カネエビ祝賀会vol.5 〜年末だょ〜（2019年12月28日・29日、シアター代官山）
  - ADACHI HOUSE全国ファンミツアー2022開催記念『ADACHI HOUSE関西スペシャルファンミLIVE』（2022年7月31日、神戸クラブ月世界）ゲスト出演
  - 初めての『カネエビ祝賀』バスツアー～時速20キロ!?ゆるりとやるよ♪～（2022年10月29日）
- 鐘ヶ江洸ファンツアー
  - KOH TABI ファンバスツアー（2017年5月14日）
  - KOH TABI “和” ツアー（2018年2月25日）
  - KOH TABI vol.3 アケデトウ！コトシク！新春バスツアー！！（2019年1月12日）
  - KOH TABI vol.4 夏だ！短髪だ！汗かけ！唄え！踊れ！踏み鳴らせ！バスツアー！！！！〜いつだってゼロからスタート！！〜（2019年8月17日）
  - オンラインイベント KOH-time（2020年6月13日）
  - KPレジェンドと行く！謹賀新年日帰りバスツアー（2024年1月13日）
  - 鐘ヶ江洸×新井將 日帰りファンツアー おいで！コアラのバース（2024年9月16日）
- BAND
  - ［BAND］:NO NAME（2020年1月26日、シアター代官山）
  - 写真展示会［BAND］:TEN-01（2021年8月4日 - 16日、ユナイテッドカフェ）
- K’s Series
  - 『K’s Party 1st』~Merry Christmas!~（2022年12月17日、歌舞伎町Sparkle）
  - 『K’s Party 2nd』~あわてんぼうのHappy White Day!!~（2023年3月4日‐5日、歌舞伎町Sparkle）
  - 『K’s Party 3rd』~夏Fes!!~ （2023年7月22日、歌舞伎町Sparkle）
  - 『K’s Party 4th』~Halloween Fes!!~（2023年10月14日、歌舞伎町Sparkle）
  - 『K’s Party 5th』~Birthday&Christmas~（2023年12月9日、歌舞伎町Sparkle）
  - 『K’s Party 6th』~ヒトツキ遅れのWHITE day!!~（2024年4月13日、歌舞伎町Sparkle）
  - 『K’s Festival vol.1』~Natsu Matsuri!!~　(2024年7月20日､AZABU balloon)
  - 『K’s Dance!!1st』~DANCE!DANCE!DANCE!~　(2024年10月19日､AZABU balloon)
  - 『K’s Party 7th』~2 years anniversary in Christmas~　(2024年12月21日‐22日､赤坂πTOKYO)

その他
2013年
- 福岡市アジアンパーティ2013 Asian Party Flash mob（2013年） - コスプレイヤー 役

2015年
- 男笑 2015 at 北千住・天空劇場 〜納涼夏祭り〜（2015年7月25日、天空劇場）
- SOKUGEKI vol.3（2015年9月27日、丸山幼稚園ホール）ゲスト出演

2016年
- 男笑 2016 at Shibuya SHIDAX HALL（2016年2月27日、SHIDAX CULTURE HALL）

2017年
- 「忍ミュ」春のファン感謝祭 ～素顔の五年生全員集合！の段～（2017年4月6日・7日、品川クラブeX）
- 2017キャスト祭ズ vol.2（2017年5月13日、晴海客船ターミナルホール）
- 舞台「キャプテン翼」開幕記念企画 ～キャストと行く横浜FCサッカー観戦ツアー～（2017年8月5日、ニッパツ三ツ沢球技場）
- 超体感ステージ『キャプテン翼』ファン感謝祭（2017年10月30日、Zeppブルーシアター六本木）

2018年
- 秋沢ドーナツ会議 Vol.3〜20代最後の半年、ケジメ〜（2018年2月18日、成城ホール）ゲスト出演
- ADACHI HOUSE TOUR2018（2018年7月7日、名古屋）ゲスト出演
- 『スマチャレ!! 安達勇人＆渡辺和貴 vs 海老澤健次ペア』リアル対決イベント（2018年7月8日、日仏会館ホール）ゲスト出演 
- SaoFES（2018年11月11日、ベルサール渋谷ガーデン）ゲスト出演

2019年
- ADACHI HOUSE お正月紅白歌合戦2019（2019年1月5日、地域交流センターTomoaホール）ゲスト出演
- ADACHI HOUSE全国アジアツアー2019〜You & I Peace & Love〜（2019年6月1日、LIVE HOUSE 88）ゲスト出演
- WBB plus記念「エンディング アワー」（2019年8月4日、中野ザ・ポケット）
- 菊池さんちの修司くん、24歳になったってよ!（2019年11月30日、ベルサール六本木）ゲスト出演

2020年
- 舞台『遙かなる時空の中で３ 再縁』トークイベント（2020年2月15日、日本消防会館（ニッショーホール））
- ハイパープロジェクション演劇「ハイキュー!!」ハイキュー!!の日スペシャル「烏野vs 音駒 はじめまして!ねあいしアース!!!」（2020年8月19日、配信）

2021年
- ROUND1プレゼンツ 全国リモートボウリング大会 Vol.5（2021年5月16日）ゲスト出演 ※感染症の影響により開催中止
- 兼崎健太郎・林明寛合同ハロウィンイベント（2021年10月30日、上板橋GREEN DOOR）1部 ゲスト出演
- 『花の◯年組〜転校生がやってきた！〜』番組1周年記念イベント！！（2021年12月19日、大崎ブライトコアホール）1部 ゲスト出演

2022年
- はいどーも！下天の内を比べれば（2022年4月10日、配信）ゲスト出演
- ADACHI HOUSE全国ファンミツアー2022 茨城公演（2022年4月16日、ADACHI HOUSE CAFE）ゲスト出演
- ホウム。-野田河家の人々-DVD発売記念、振り返りイベント（2022年5月3日、YMCAアジア青少年センター）1部 ゲスト出演
- ADACHI HOUSE大運動会（2022年5月7日、グランテラス筑西）ゲスト出演
- #acoFES プレゼンツ 俳優×芸人＝どうなりますか！？ライブ（2022年5月14日、ミューズモード音楽院 本館）ゲスト出演
- Fillイベ！（2022年5月22日、新宿グラムシュタイン）2部 ゲスト出演

- 『AKINAGA』～秋の夜長はアレスワ学園の生徒と共に～（2022年10月23日、雷5656会館）ゲスト出演
- ツキプロ48時間生配信『ツキプロ48時間アオハルTV』（2022年11月6日、配信）
- 早乙女誕生日会（2022年12月18日、ばぐちか）1部 ゲスト出演

#### 2023年
- 2.5次元ダンスライブ『VAZZROCK STAGE』Episode2「ペトリコール・ノスタルジー」発売記念イベント（2023年7月29日 、都内某所）
- ツキプロ48時間生配信「ツキプロ48時間マジカルTV」（2023年11月3日、配信）

### TV
TV
- ActorsNavi（2017年7月12日、TOKYO MX）
- 京都新選組夢想【肆】冬編 （2020年2月8日、KBS京都ほか）
- プロステTV（2022年1月、TOKYO MX / BS日テレ）

その他
- 熊本肥後銀行TV-CM 「HarmonicaEXTAGE篇」
- NTTドコモ エリアプロモーションCM 「学生編」
- サンスターWEB映像 - MC

## 書籍

### 写真集
- KO KANEGAE 1st 写真集『N』（2020年）
- 独立限定記念 写真集 『The special day…』（2022年）

### カレンダー
- 2020年4月はじまりカレンダー～笑顔でいよう 2020-2021～
- 2021年4月はじまりカレンダー KANEGalendar